# Томашевский, Владислав Трофимович
Владислав Трофимович Томашевский (26 июня 1929 — 27 сентября 2022) — учёный в области военного кораблестроения, доктор технических наук, профессор, основатель научной школы «Актуальные проблемы развития кораблестроения», лауреат премии Совета Министров СССР, Заслуженный деятель науки и техники РСФСР, контр-адмирал.

## Биография
Владислав Трофимович Томашевский родился 26 июня 1929 года в станице Егорлыкская Ростовской области.
С 1947 по 1990 годы проходил службу в Военно-морском флоте.
В 1952 году окончил кораблестроительный факультет Высшего военно-морского инженерного училища имени Ф. Э. Дзержинского.
С 1953 по 1955 годы служил в аварийно-спасательной службе Балтийского флота старшим и главным инженером по аварийно-спасательным, подводно-техническим и судоподъёмным работам, заместителем командира отдельного дивизиона аварийно-спасательной службы.
С 1956 по 1958 годы проходил службу старшим офицером технического отдела вооружения и судоремонта Кронштадтской военно-морской базы.
В 1960 году защитил кандидатскую диссертацию.
В 1961 году окончил кораблестроительный факультет Военно-морской академии кораблестроения и вооружения им. А. Н. Крылова.
С 1961 по 1970 годы служил старшим научным сотрудником в Центральном НИИ военного кораблестроения.
В 1961 и 1964 годах награждался премией имени П. Ф. Папковича.
В 1969 году защитил докторскую диссертацию (доктор технических наук), с 1970 года — профессор.
С 1967 по 1987 годы являлся заместителем председателя Научно-координационного совета АН СССР и оборонных отраслей промышленности.
В 1970 году был назначен начальником кафедры военного кораблестроения Военно-морской академии.
С 1983 года является членом Российского Национального комитета по теоретической и прикладной механике.
В 1985 и 1986 годах являлся лауреатом премий Министерства высшего образования СССР.
В 1990 году В. Т. Томашевскому присвоено почётное звание — Заслуженный деятель науки и техники РФ и он стал лауреатом премии Совета Министров СССР за работы в области механики.
С 1990 по 2001 год, после увольнения в запас, работал профессором этой же кафедры в Военно-морской академии и одновременно до 1996 года — заведующим лабораторией механики композитных систем Института проблем машиноведения РАН.
С 1992 года — действительный член Российской Академии естественных наук, с 1996 года — почётный профессор Военно-Морской Академии. Награждён медалью РАЕН им. П. Л. Капицы.
С 2001 года — главный научный сотрудник Института проблем машиноведения Российской Академии наук (ИПМаш РАН), с 2002 года — главный научный сотрудник Санкт-Петербургского научного центра РАН.
В настоящее время Директор Центра прикладных исследований — заместитель директора по инновационной деятельности Института проблем машиноведения РАН.
Является членом специализированных советов по защитам докторских диссертаций в ИПМаш РАН, Военно-морской академии, ЦНИИ им. академика А. Н. Крылова и кандидатских диссертаций в 40 ГНИИ МО.
Владислав Трофимович Томашевский подготовил 8 докторов и 34 кандидата наук.
Является членом президиума отделения проблем образования и развития науки РАЕН, членом редколлегий и редакционных советов издательства «Судостроение», журналов «Механика композитных материалов» и «Прикладная механика».

## Научные разработки
Основные направления научной деятельности В. Т. Томашевского:
 — разработка фундаментальных проблем моделирования связанных процессов механики и химической физики композитных систем (МКС),
 — решение прикладных задач МКС в проектировании и технологии производства конструкций и деталей из композитных и гомогенных материалов в кораблестроении, общем и специальном машиностроении,
 — строительная механика и научная методология исследовательского проектирования кораблей. Основатель научной школы: «Актуальные проблемы развития кораблестроения».